# Gelte
Als Gelte wird ein Gefäß bezeichnet, das eine Ähnlichkeit mit Bütten oder Bottichen besitzt. Sie bestand früher aus Holz oder Ton, später auch aus Metall. Charakteristisch ist ihre ovale Form, nach unten hin konisch. Charakteristischerweise besitzen sie einen oder zwei Griffe, die jeweils am spitzen „Ende“ der Gelte angebracht sind. Gebräuchlich war und ist das Wort – auch in seiner Bedeutung als Hohlmaß – im Oberdeutschen, vor allem im alemannischen Sprachraum, also in der Schweiz, in Baden-Württemberg und im Elsass.

## Verwendung
Gelten wurden zum Lagern und Transportieren von Wein, Trauben, Kartoffeln, Öl, Milchprodukten usw. genutzt.
Früher wurden Gelten auch für das Waschen (Waschgelte) mit Waschbrett verwendet. Heutzutage werden Gelten häufig als Badebecken für Kleinkinder oder auch als Pflanzentröge verwendet.
Vor allem in Waldshut am Hochrhein wird während der Fasnet die Gelte als Lärminstrument verwendet. Dort ziehen „Geltentrommler“ auf der Gelte trommelnd durch die Straßen der Stadt.

## Altes Volumenmaß
Die Gelte geht sprachlich auf mittellateinisch galeta zurück und ist als solche bereits in einer Bozener Urkunde von 1289 bezeugt.
Schweiz
Gelte, auch Gilte oder Broc, war auch ein Volumenmaß im schweizerischen Kanton Waadt.
- 1 Gelte/Broc = 10 Pots (Mass) = 100 Verres (Becherlein) = 680,5 Pariser Kubikzoll = 13,5 Liter
- 1 Setier (Eimer) = 3 Broc/Gelte
- 1 Fuder = 48 Gelten

Niederlande
Gelte galt auch als niederländisches Weinmaß.
- 1 Gelte = 2 Pots = 2,7088 Liter
- 2 Gelte = 1 Schreef/Schreve[3]
- 48 Gelte = 1 Aime/Ohm

## Heraldik
Auch in Wappen finden sich Darstellungen von Gelten:

Geltwil (AG, Schweiz)